# Emile Ardolino
Emile Ardolino (ur. 9 maja 1943 w Nowym Jorku, zm. 20 listopada 1993 w Bel Air w Los Angeles) – amerykański reżyser i producent filmowy pochodzenia włoskiego.

## Kariera
Swoją karierę rozpoczął jako aktor w off-broadwayowskim The Fantasticks. Potem dołączył do przemysłu filmowego jako montażysta, producent i reżyser filmów dokumentalnych, przemysłowych i produkcji multimedialnych, najbardziej znane produkcje w Joffrey Ballet z Astarte, Jesus Christ Superstar i Oh! Kalkuta! (Oh! Calcutta!), za którą w 1969 zdobył nagrodę OBIE. Następnie realizował filmy dokumentalne dla telewizji publicznej. Większość swojej pracy poświęcił na realizację dokumentalnych filmów telewizyjnych o tańcu klasycznym oraz innowacyjne projekty - prezentacje multimedialne dla przedstawień teatralnych, m.in.: NBC Alicja w Krainie Czarów (Alice at the Palace, 1982) wg Lewisa Carrolla z Meryl Streep czy szekspirowską komedię Sen nocy letniej (A Midsummer Night’s Dream, 1982) z udziałem Williama Hurta.
Na przełomie lat 70. i 80. pracował dla PBS z najlepszymi tancerzami i choreografami światowej sławy z serii Lincoln Center, za które zdobył łącznie 17 nagród Emmy. W 1983 roku zdobył Oscara za najlepszy pełnometrażowy film dokumentalny za obraz He Makes Me Feel Like Dancin’. Stał się jednak najbardziej znany z komercyjnego debiutu fabularnego Dirty Dancing (1987) z udziałem Patricka Swayze i Jennifer Grey.
W 1992 roku odniósł komercyjny sukces dzięki swojej komedii Zakonnica w przebraniu (Sister Act) z Whoopi Goldberg. Jego ostatnią realizacją była adaptacja George’a Balanchine’a Dziadek do orzechów (The Nutcracker, 1993). Uznaniem zdobył także film telewizyjny CBS Cyganka (Gypsy, 1993) z Bette Midler, który był adaptacją słynnego broadwayowskiego musicalu.
Ardolino był homoseksualistą. Zmarł w Bel Air mając 50 lat w wyniku komplikacji wywołanych AIDS.

## Filmografia
- 1982: Sen nocy letniej (Midsummer Night’s Dream, TV)
- 1982: Alicja w Krainie Czarów (Alice at the Palace)
- 1983: He Makes Me Feel Like Dancin’[12]
- 1984: Dzień dobry, Panie Orwell (Good Morning, Mr. Orwell)
- 1986: Daniel Rakieta (The Rise & Rise of Daniel Rocket)
- 1987: Dirty Dancing (znany także pod tytułem Wirujący seks)
- 1989: Wszystko jest możliwe (Chances Are)
- 1990: Trzech mężczyzn i mała dama (Three Men and a Little Lady)
- 1992: Zakonnica w przebraniu (Sister Act)
- 1993: Cyganka (Gypsy, TV)